# 塔瑞安·紹森
塔瑞安·紹森（英語：Taryn Southern；1986年7月16日—），美國藝人，堪薩斯州威奇托出生，2004年首次公開在電視媒體上現身，當時她參加美國偶像 (第三季)（American Idol season three）進入排名前 50 名。之後，她成為 DirecTV 的原創自製影集 Project MyWorld 的執行製作與主角。

## 背景
出生自堪薩斯州威奇托，她積極地參與大型音樂劇的製作，而且十分活躍，首次在 pre-Broadway 演出的音樂劇是簡愛與紫羅蘭（Jane Eyre and Violet）。在高中時期，曾經當地主持脫口秀節目，The WB 的 Real ACTION 節目，節目的談論話題大多是公眾議題，例如未成年的性行為、濫用毒品、以及當地未成年的飲酒問題等。
畢業之後，她到洛杉磯旅遊，並且參加美國偶像（American Idol）的試演。儘管她獲得全額獎學金準備進入邁阿密大學，她還是第四度回到洛杉磯，參加在好萊塢的美國偶像決賽。最後她因為在舞台上忘記歌詞，無法進入排名前三十二名。
在 20 歲時，她從邁阿密大學畢業，取得新聞學與人類學的大學學位，並前往歐洲旅遊三個月。回到美國後，繼續參與節目的主持工作，甚至回到洛杉磯從事電視媒體的主持與演戲工作，以及寫作。

## 職業
在 2007 年 7 月 2 日，她發表了一部 Hott4Hill 影片放在 YouTube 網站上，表達對總統候選人前任的美國參議員希拉蕊·柯林頓的支持。
在 2008 年 11 月，她與製片夥伴潔西卡·羅絲（Jessica Rose）共同創辦一間新的媒體工作室 Webutantes。
她也參與 Break.com 影片《Wrong Hole》的演出，是由 DJ Lubel 與 史考特·白歐 所主演。影片的瀏覽人數已超過八百二十七萬人次（截至 2016 年 3 月）。

## 外部連結
- 塔瑞安·紹森在互联网电影资料库（IMDb）上的資料（英文）
- taryn-southern.com - 官方網站
- HOTT 4 HILL ON CNN - YouTube.com
- 柯夢波丹的每日八卦新聞（Cosmopolitan's Daily Celeb Gossip Video） （页面存档备份，存于） - 柯夢波丹影片

- Nicole Richie - Simon Pegg - Taryn Southern （页面存档备份，存于） - YouTube.com
- Rachel Bilson - Jamie Lynn Spears - Taryn Southern - YouTube.com